# Ruta 939 (Costa Rica)
La Ruta 939, oficialmente Ruta Nacional Terciaria 939, es una ruta nacional de Costa Rica ubicada en la provincia de Guanacaste.

## Descripción
En la provincia de Guanacaste, la ruta atraviesa el cantón de La Cruz (el distrito de La Cruz).